# ダッキー
ダッキー (ducky) は、剛性の高いチューブで構成された細長いゴムボート。
市販のものは一人用、二人用が販売されている。
多くのものはダブルブレードパドルで漕ぐが、シングルブレードパドル用もある。
安定性が高い為、（場合によっては）難易度の高い川を走破しやすい。
海用のものはダッキーとは呼ばない。